# François-Marie Trégaro

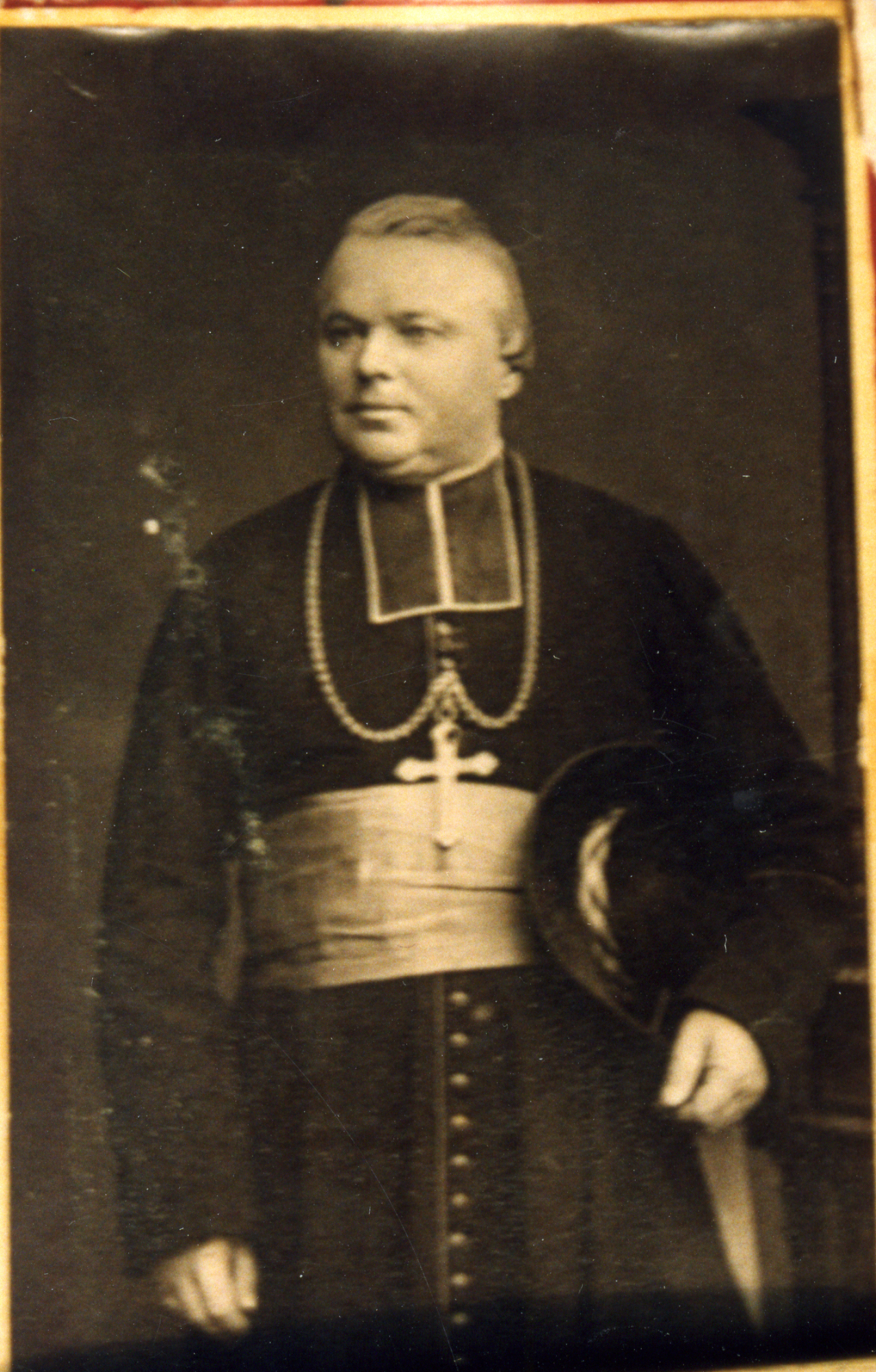
François-Marie Trégaro

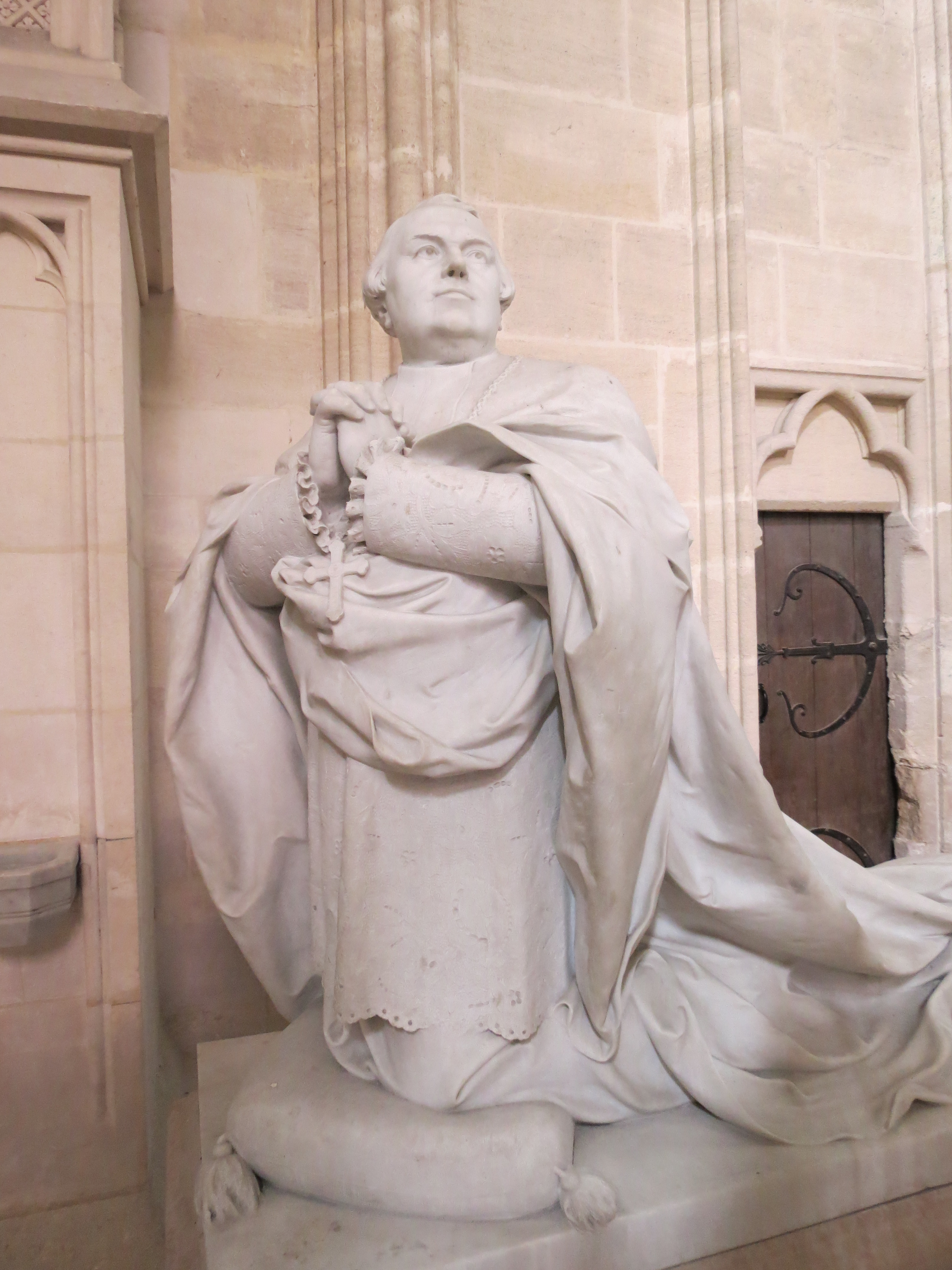
Grabmal

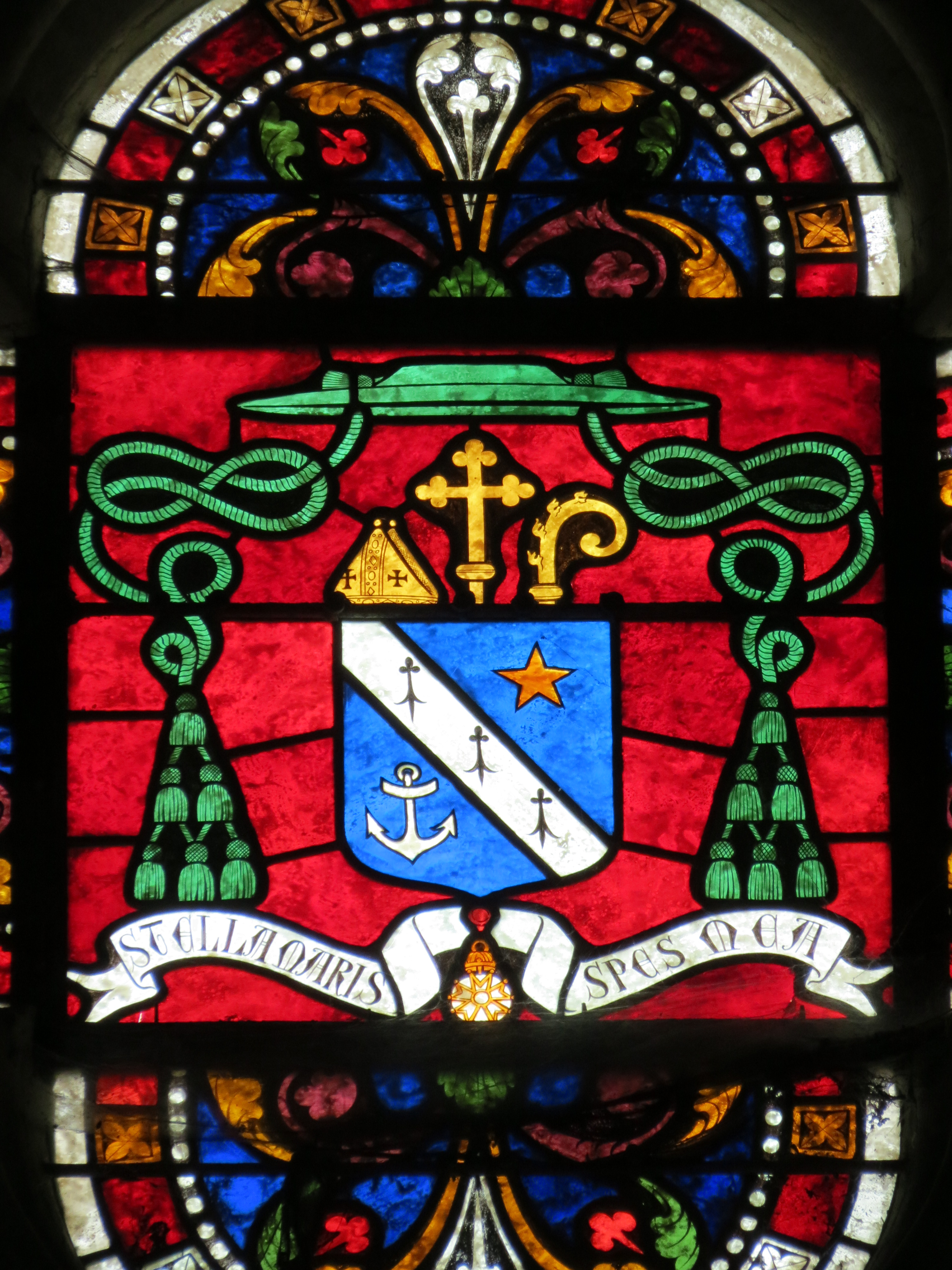
Bischofswappen (Glasfenster in der Sakramentskapelle der Kathedrale von Sées)

François-Marie Trégaro (* 19. Juni 1824 in Peillac; † 6. Januar 1897 in Sées) war ein französischer Militärgeistlicher und Bischof des 19. Jahrhunderts.

## Leben
François Trégaro besuchte das kleine Seminar in Sainte-Anne-d’Auray und studierte Theologie am großen Seminar in Vannes. 1848 wurde er zum Priester geweiht und übernahm die Kaplanstelle in Guer. Von seinem Bischof als Militärgeistlicher zur Marine abgestellt, schiffte er sich im März 1852 Richtung Ferner Osten ein. Er nahm am Krimkrieg und am Krieg gegen China teil und wurde mit dem Offizierskreuz der Ehrenlegion ausgezeichnet (1860). Seit 1864 Aumônier supérieure, wurde er 1866, nach dem Tod seines Vorgängers Félix Coquereau, zum obersten Militärgeistlichen der französischen Marine ernannt (Aumônier général de la Marine). In diesem Amt blieb er, bis es 1878 abgeschafft wurde. Er ging dann als Generalvikar nach Vannes.
1871 hatte er die Berufung auf den Bischofsstuhl von Bourbon (Réunion) abgelehnt, wurde aber mit Datum 27. September 1881 vom Präsidenten der Republik zum Koadjutor des Bistums Sées ernannt und vom Papst zum Titularbischof von Doliche präkonisiert (18. November 1881). Schon zwei Wochen später folgte er seinem verstorbenen Vorgänger Charles-Frédéric Rousselet als Diözesanbischof nach und erhielt am 25. Januar 1882 in Sainte-Anne-d'Auray durch Bischof Jean-Marie Bécel von Vannes die Weihe.
Kaum im Amt, stemmte sich Trégaro vehement gegen die französischen Schulgesetze vom März 1882, die den Einfluss der Kirche auf die Primarschulen beschränkten; wegen eines von allen Kanzeln seiner Diözese verlesenen Hirtenbriefes musste er sich 1886 unter dem Vorwurf des Amtsmissbrauchs vor dem Staatsrat verantworten. 1883 gründete er eine Pensionskasse für die Priester seiner Diözese und promulgierte 1886 neue Diözesanstatuten; 1887 führte er in den Gemeinden das Ewige Gebet ein. Während seines Episkopats wurden zwei heute noch existierende Schulen gegründet, die École St. François de Sale in Alençon und die École Trégaro in Gacé, außerdem ein Kloster, den Karmel in Alençon. Bischof Trégaro ließ, neben mehreren kleineren Kirchen, auch die Kathedrale restaurieren; das Geld dafür, 100.000 Franc, hatte eine öffentliche Spendenaktion eingebracht. 1895 krönte er im Rahmen einer großen öffentlichen Feier im Namen Papst Leos XIII. die Marienstatue U.L.F. von der Unbefleckten Empfängnis in Sées.
Bischof Trégaro starb am 6. Januar 1897 und wurde am 12. d. M. in seiner Kathedrale beigesetzt. Den Platz, gegenüber der Statue N.-D.-de-Champs, hatte er sich selbst gewählt. Sein Grabmal aus weißem Marmor, das ihn kniend vor der Marienstatue zeigt, schuf der Bildhauer Étienne Leroux (1836–1906). Die Leichenpredigt hielt Bischof Abel-Anastase Germain von Coutances.

## Werke
- Choix de lettres, allocations et mandements. La Chapelle-Montligeon, 1894